# Trương Hòa Bình

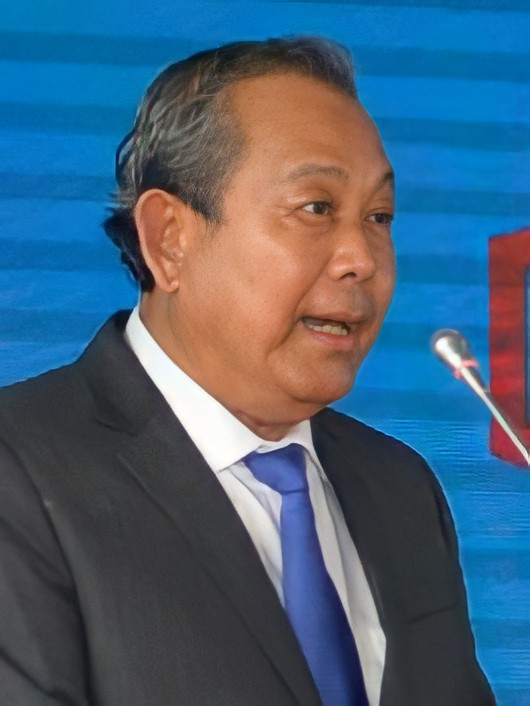
Trương Hòa Bình (20. April 2019)

Trương Hòa Bình (* 13. April 1955 in Cần Giuộc, Long An, Südvietnam) ist ein Politiker der Kommunistischen Partei Vietnams KPV (Đảng Cộng sản Việt Nam) in der Sozialistischen Republik Vietnam und ehemaliger Generalleutnant der Polizei, der unter anderem von 2016 bis 2021 stellvertretender Premierminister war.

## Leben
Trương Hòa Bình ist der Sohn des Revolutionärs und Politikers Trương Văn Bang (1911–1981), der Sekretär des Parteikomitees von Biên Hòa, als Sekretär des Parteikomitees von Ho-Chi-Minh-Stadt und als Sekretär des Parteikomitees des Südens (Nam Bộ) war, und von Nguyễn Thị Một. Er nahm nach dem Schulbesuch 1970 eine berufliche Tätigkeit auf und wurde am 15. August 1974 Mitglied der KPV, nachdem er zuvor seit dem 15. November 1973 Aufnahmekandidat war. Er trat in die Polizei (Công an Nhân dân Việt Nam) ein und absolvierte ein grundständiges Studium an der Technischen Universität Ho-Chi-Minh-Stadt, welches er mit einem Bachelor beendete. Ein postgraduales Studium der Rechtswissenschaften schloss er mit einem Master of Laws (LL.M.) ab. Er war zudem Absolvent der Akademie für Volkssicherheit (Học viện An ninh nhân dân) sowie der „Hồ Chí Minh“-Nationalakademie für Politik (Học viện Chính trị Quốc gia Hồ Chí Minh). Nach zahlreichen Verwendungen war er als Oberst „Zweiten Grades“ (Thượng tá) zwischen April 1997 und März 2001 Vizepräsident der Polizei von Ho-Chi-Minh-Stadt und wurde zudem am 20. Juli 1997 erstmals Mitglied der Nationalversammlung (Quốc hội Việt Nam), der er von der zehnten bis zum Ende der 14. Legislaturperiode am 23. Mai 2021 fast 24 Jahre lang angehörte. 2000 wurde er zudem zum Oberst „Ersten Grades“ (Đại tá). Nachdem er zwischen April 2001 und August 2004 Direktor der Volksstaatsanwaltschaft von Ho-Chi-Minh-Stadt war, fungierte er von September 2004 bis April 2006 als stellvertretender Generaldirektor der Hauptabteilung für Streitkräfteaufbau des Ministeriums für öffentliche Sicherheit. Auf dem X. Nationalkongress der KPV (18. bis 25. April 2006) wurde er erstmals Mitglied des ZK der KPV und gehört diesem Parteigremium nach seinen Wiederwahlen auf dem XI. Nationalkongress der KPV (12. bis 19. Januar 2011) und dem XII. Nationalkongress (20. bis 28. Januar 2016) bis zum XIII. Nationalkongress (25. Januar bis 1. Februar 2021) an.

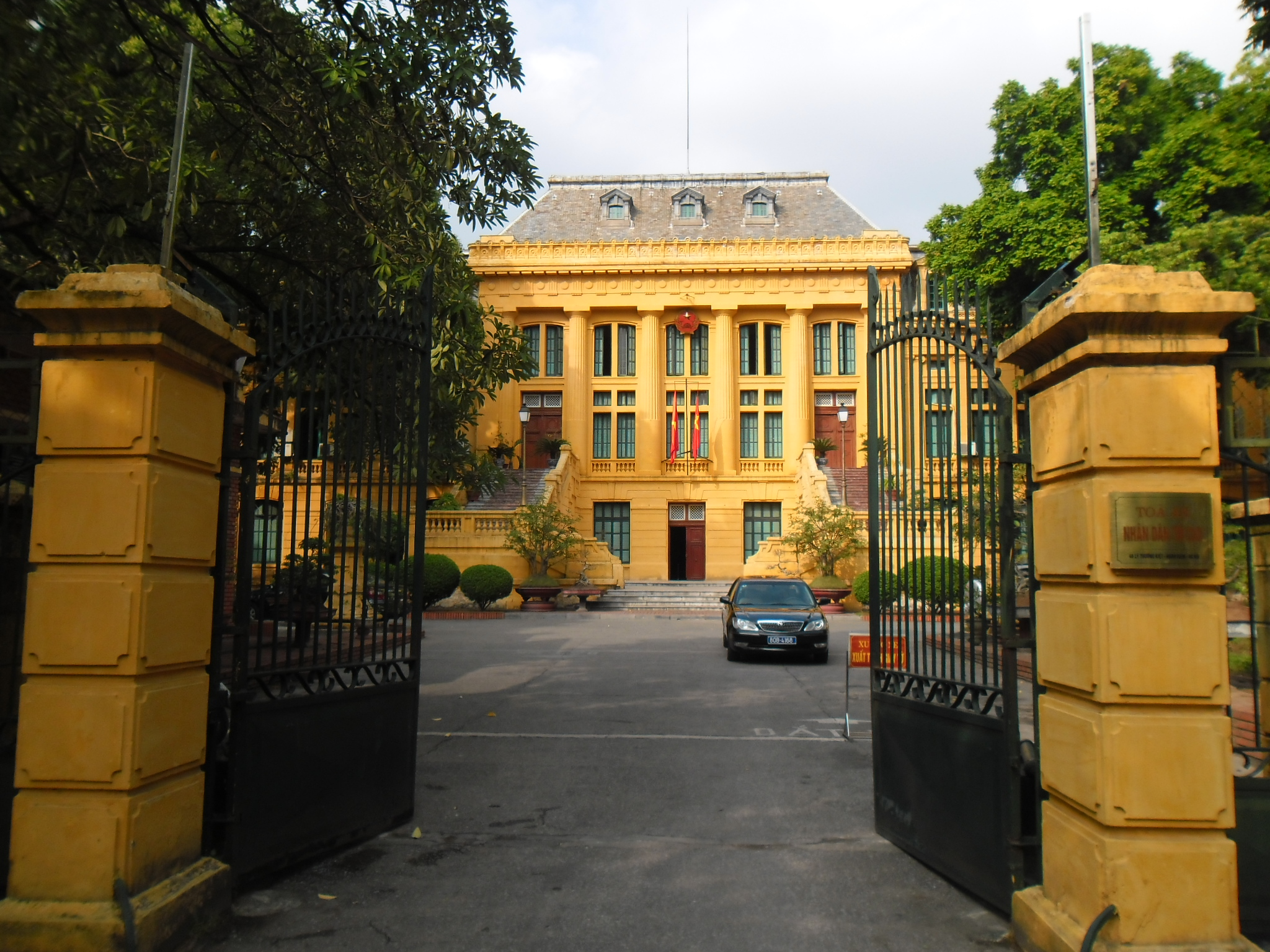
Trương Hòa Bình war zwischen 2007 und 2016 Oberster Richter des Obersten Volksgerichtshofes.

Während Trương Hòa Bình zwischen April 2006 und Juli 2007 stellvertretender Minister für öffentliche Sicherheit war, wurde er 2006 zum Brigadegeneral (Thiếu tướng) und 2007 zum Generalleutnant (Trung tướng) befördert. Danach übernahm er am 25. Juli 2007 von Nguyễn Văn Hiện das Amt als Oberster Richter des Obersten Volksgerichtshofes (Tòa án nhân dân tối cao). Er bekleidete dieses höchste Richteramt bis zum 8. April 2016 und wurde daraufhin von Nguyễn Hòa Bình abgelöst. Auf dem XI. Nationalkongress wurde er am 19. Januar 2011 auch Sekretär des ZK der KPV und bekleidete diese Funktion bis zum XII. Nationalkongress am 27. Januar 2016. Daraufhin wurde er auf dem XII. Nationalkongress am 27. Januar 2016 zum Mitglied des Politbüros des ZK gewählt und gehörte diesem obersten Führungsgremium der KPV bis zum XIII. Nationalkongress am 31. Januar 2021 an.
Am 9. April 2016 übernahm Trương Hòa Bình den Posten als Erster stellvertretender Premierminister von Nguyễn Xuân Phúc, der selbst nunmehr das Amt als Premierminister übernommen hatte. Er bekleidete das Amt als Erster Vize-Ministerpräsident bis zu seiner Ablösung durch Phạm Bình Minh am 28. Juli 2021 und war zugleich in dieser Funktion stellvertretender Sekretär des Regierungsparteikomitees sowie Leiter des staatlichen Bestattungsorganisationskomitees, welches die Beisetzungszeremonie für hochrangige Staats- und Parteifunktionäre organisiert. Ferner war er als Erster stellvertretender Premierminister verantwortlich für die Unterstützung des Premierministers bei der Überwachung und Leitung des Innenministeriums, des Justizministeriums, der Regierungsinspektion, des Ausschusses für ethnische Minderheitenangelegenheiten und des Regierungsbüros. Er war Leiter des Lenkungsausschusses der Regierung für Verwaltungsreformen, Leiter des Nationalen Lenkungsausschusses zur Bekämpfung von Schmuggel, Handelsbetrug und gefälschte Waren, Vorsitzender des Nationalen Lenkungsausschusses für Verkehrssicherheit, Vorsitzender des Nationalen Ausschusses für Sicherheit in der Zivilluftfahrt und Leiter des Nationalen Lenkungsausschusses für Kriminalitätsverhütung und -bekämpfung sowie Vorsitzender anderer nationaler Räte und Ausschüsse sowie anderer Lenkungsausschüsse in relevanten Bereichen wie der Koordinierung zwischen der Regierung und dem Obersten Volksgerichtshof sowie der Obersten Staatsanwaltschaft.